# Тяно, Такаюки
Такаюки Тяно (яп. 茶野 隆行 Тяно Такаюки, род. 23 ноября 1976, Итикава, Тиба) — японский футболист, был защитником клуба «ДЖЕФ Юнайтед Итихара Тиба», играл за сборную Японии. Вышел на пенсию в январе 2012 года.

## Клубная карьера
В 1995 году Такаюки Тяно стал играть за футбольный клуб «ДЖЕФ Юнайтед Итихара Тиба». В 2005 году перешёл в клуб «Джубило Ивата», а в 2010 году вернулся в свой первый клуб. В январе 2012 года он закончил футбольную карьеру и начал работать футбольным тренером.

## Национальная сборная
В 2004 году был вызван в сборную Японии по футболу. С 2004 по 2005 год сыграл за национальную сборную Японии 7 матчей. Также участвовал в Кубке Азии по футболу 2004 года.

## Статистика за сборную
| Сборная Японии | Сборная Японии | Сборная Японии |
| Год            | Матчи          | Голы           |
| -------------- | -------------- | -------------- |
| 2004           | 3              | 0              |
| 2005           | 4              | 0              |
| Итого          | 7              | 0              |

## Достижения
- Кубка Азии: 2004